# Популярная музыка

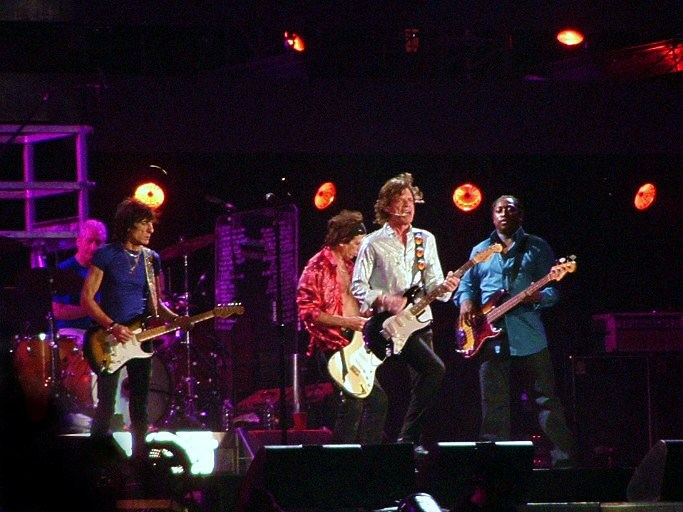
Концерт The Rolling Stones, 2006 год

Популя́рная му́зыка (англ. popular music) — направление музыкального искусства, развивающееся с XVIII века. Характеризуется доступностью восприятия широкой публикой и включает множество различных музыкальных жанров.

## История
Появлению и развитию популярной музыки в XVIII веке способствовал рост численности образованного среднего класса, располагавшего свободным временем и вкусом к сочинению музыкальных произведений, а также развитие печатного дела, способствовавшего возникновению дешёвых музыкальных изданий: нот баллад и комических опер, простых хоровых произведений — гимнов, популярных мелодий для домашнего исполнения на клавишных инструментах.
В XIX веке процессы урбанизации, развития музыкального образования, размежевания профессионального творчества и исполнительского искусства, а также внимание к запросам массовой аудитории, стали катализатором вхождения определённых элементов музыкальной культуры в общенациональный обиход. На это время пришлись резкий рост количества музыкальных изданий и увеличение числа композиторов, чьи сочинения изначально были рассчитаны на любительское исполнение.
В 1843 году «Виргинские менестрели» под руководством Дэна Эммета впервые проехали с туром по Европе, где пользовались успехом. Со временем их репертуар, состоявший из негритянских песен, стал непременной частью программ мюзик-холлов. Примерно в то же время американец Стивен Фостер (1826—1864) стал сочинять популярные песни, сильно упростив мелодии для привлечения большей аудитории. Его песни «Родители» и «Джинни со светло-каштановыми волосами» стали шлягерами.

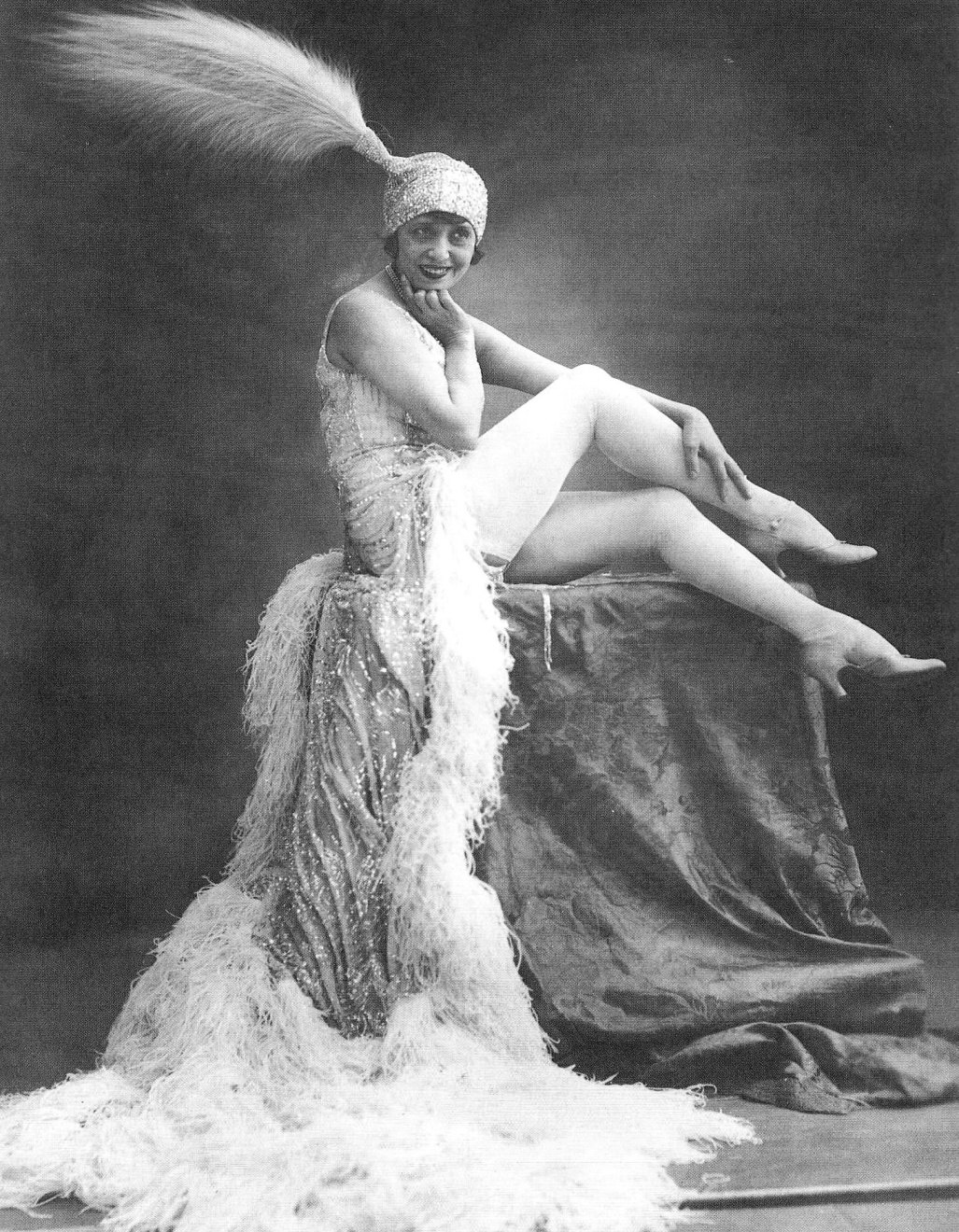
Мистенгет в «Мулен-Руж», 1911 год.

В 1852 году в Лондоне был открыт первый мюзик-холл «Кентербери». Культура мюзик-холла, ставшего основным развлечением средних, а потом и низших слоев британского общества, стала прообразом для французского варьете, американского ревю и бурлесков.

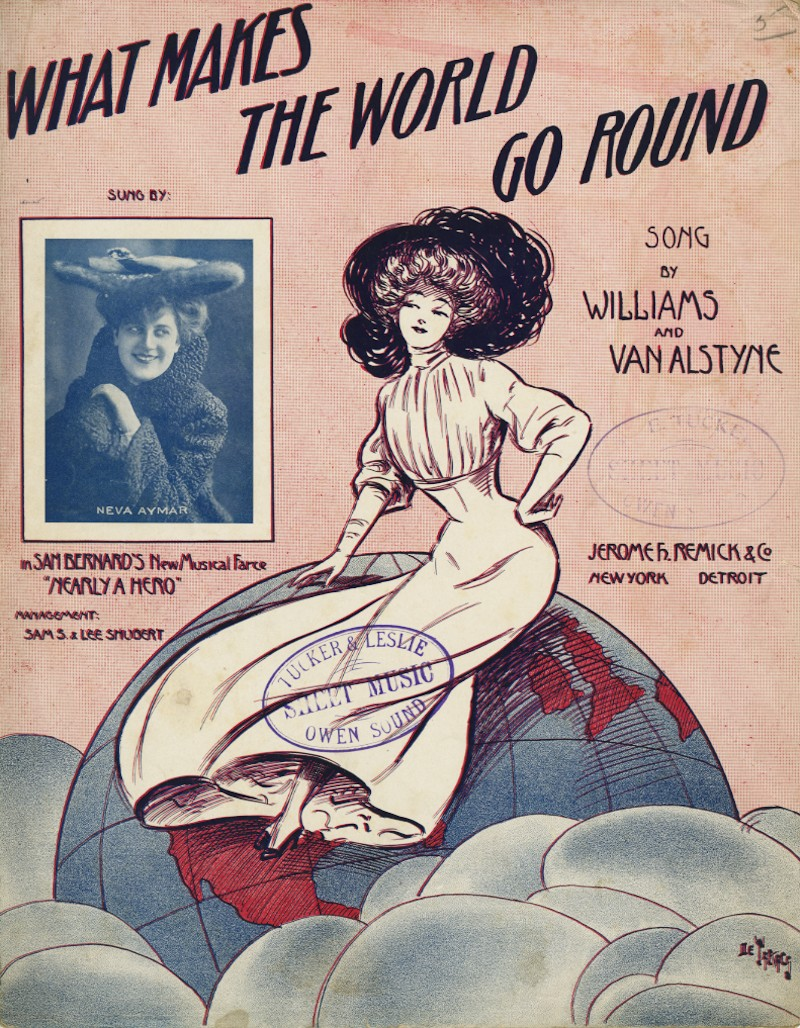
Обложка граммофонной пластинки США 1908 года

В 90-х годах XIX века появилось новое поколение американских композиторов-песенников, излюбленным местом которых стал район 14-й улицы в Нью-Йорке, получивший известность как Tin Pan Alley — «улица дребезжащих жестянок». Tin Pan Alley был сосредоточием музыкальных магазинов, нотных издательств и фирм грамзаписи, а из окон домов улицы постоянно доносились пение и звуки фортепиано. Американские популярные композиторы того времени использовали более сложный музыкальный язык, а их творчество главным образом отражало взгляды горожанина. В своих произведениях они сначала следовали европейским музыкальным традициям, но со временем применяли стилистические приёмы регтайма, джаза и иных популярных форм. Джаз и производные от него формы были основой популярной музыки примерно до 1964 года.

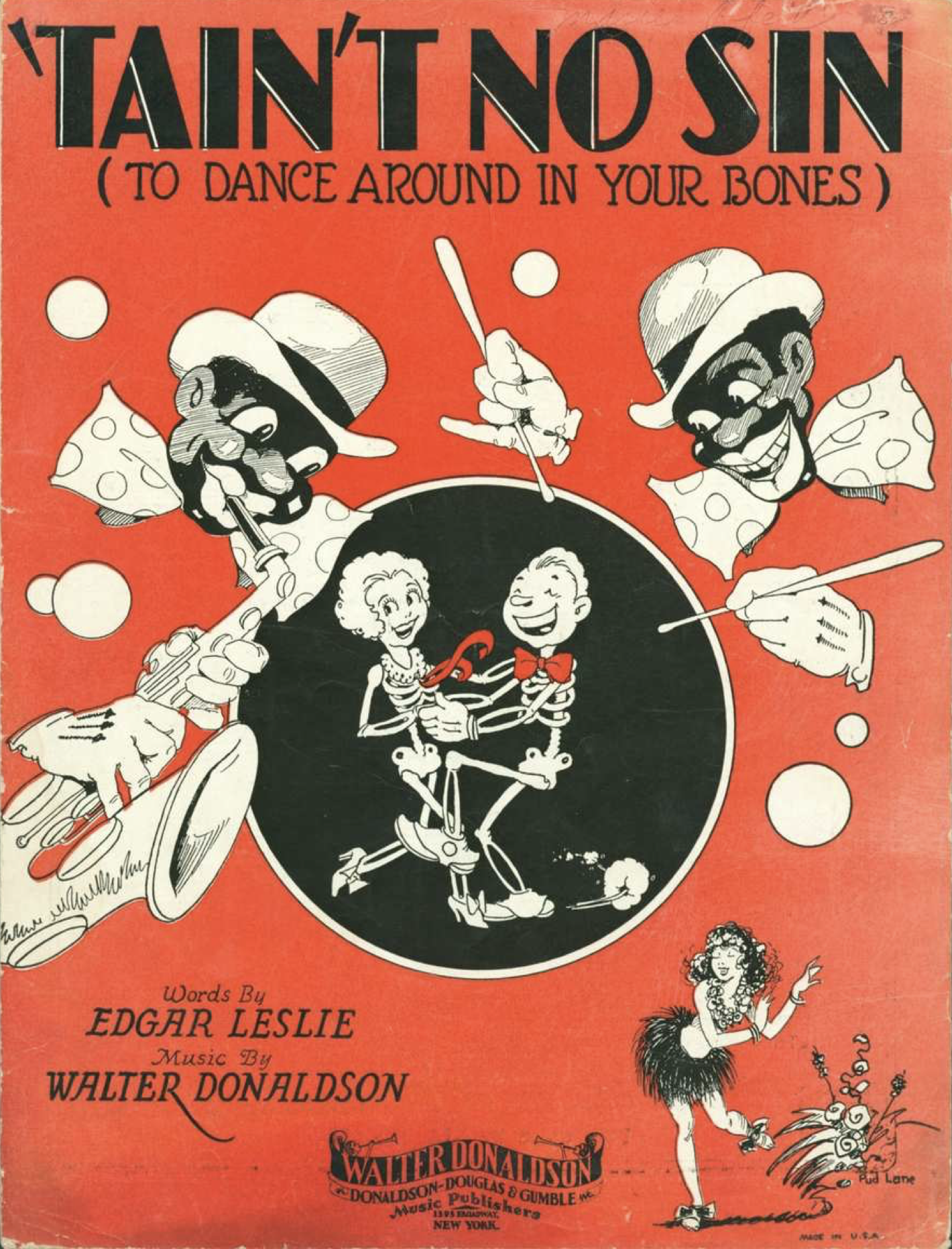
Обложка граммофонной пластинки США 1929 года с песней Уолтера Дональдсона

Американская популярная музыка, которую олицетворяли прежде всего регтайм и песни таких композиторов, как Керн, Берлин, Портер, Гершвин и Роджерс, в начале XX века заполонила Европу. Между мировыми войнами большое влияние на её распространение оказали научно-технические достижения. Эстрадные певцы, например Джек Смит, Бинг Кросби и Фрэнк Синатра, выступали с микрофоном, чтобы усилить звучание своих «мягких, проникновенных голосов». Появившиеся в это время радио, грамзапись и звуковое кино сыграли огромную роль в развитии популярной музыки.
После Второй мировой войны, когда появились транзисторные радиоприёмники и дешёвые проигрыватели, популярная музыка достигла нового пика развития. В середине 1950-х годов появились такие явления популярной музыки, как кантри и биг-бенд. В 1955 году Билл Хейли и The Comets выпустили первый альбом рок-н-ролла, который быстро завоевал популярность. Появление рок-н-ролла было связано с ритм-н-блюзом, популярным среди афро-американского городского населения стилем музыки. На его основе сложился и получил большую популярность кантри-блюз.
В 1960-х годах появились качественно новые явления в популярной музыке. В середине десятилетия появился новый стиль, более жёсткий, с более громким звучанием электромузыкальных инструментов — рок-музыка. The Animals, The Byrds, Jefferson Airplane из Калифорнии стали первыми исполнителями рок-музыки, которая первоначально ассоциировалась с социальным протестом молодёжи, но в 1970-х годах была уже мейнстримом.
Примерно в это же время в Детройте Бенни Горди основал звукозаписывающую компанию Motown Records, выпускавшую диски афро-американских исполнителей (The Supremes, Марвин Гей и Стиви Уандер), которые продавались лучше, чем альбомы The Beatles. Другим направлением афро-американской популярной музыки стал госпел, стилистика которого была заимствована возникшим в 1970-х годах стилем диско, получившим наибольшую популярность со времён рок-н-ролла.
Современная популярная музыка делится на множество жанров, постоянно развивается, воспринимая в себя различные музыкальные стили, возникающие в разных частях мира.

## Жанры
- Ритм-н-блюз — различные направления афроамериканской музыки, в частности, соул и фанк, а также гибриды между ними[4]. У истоков стояли Рэй Чарльз, Сэм Кук, Джеймс Браун. Лёгкую коммерческую разновидность ритм-н-блюза в 1960-е культивировали Motown Records и продюсер Фил Спектор. В 1970-е гг. произошла серьёзная стилистическая трансформация этого направления (Стиви Уандер, Марвин Гей, Кёртис Мэйфилд); она привела к рождению танцевальной музыки диско.
- Рок-н-ролл — первоначально утяжелённая, динамичная разновидность ритм-н-блюза (Чак Берри, Литл Ричард), которая была со временем адаптирована под вкусы белой публики под названием «рокабилли» (Элвис Пресли, Рой Орбисон). На протяжении 1960-х годов формировался жанр поп-рока — облегчённый, мелодичный рок (Beach Boys, Элтон Джон)[5]. С другой стороны, происходило сращение рока с фолк-музыкой, получившее название фолк-рока. Дальнейшее развитие этой музыки обсуждается в статье рок-музыка.
- Поп-музыка — включает в себя такие поджанры, как k-pop, европоп, латина, синти-поп, диско, танцевальная музыка и другие, тексты песен, как правило, посвящены любви и личностным взаимоотношениям, концерты поп-музыки часто превращаются в мультимедийное шоу[6].
- В конце 50-х — начале 60-х годов на Ямайке появился стиль ска, который позже стал популярен в Англии. Наиболее известные ска-группы: The Skatalites, The Ethiopians, Byron Lee & The Dragonaires. От него произошёл другой стиль рокстеди, а в 80-х появился стиль 2 Tone, смешавший ска и панк-рок.
- В 1968 году на Ямайке появился регги (иногда пишется как «рэгги» или «реггей»), отличавшийся от ска и рокстеди более жёстким ритмом (удар бочки и «римшот» на слабую долю каждого такта). Первые направления регги: ранний регги и скинхед-регги, их играли Лорел Эйткен, Judge Dread, Дезмонд Деккер. Самым известным и популярным стал стиль рутс-регги, который играли группы Abyssinians, Burning Spear, Culture и один из самых известных регги-музыкантов — Боб Марли.
- Изобретение и начало развития электронной музыки (к которому причастны Kraftwerk, Брайан Ино, Depeche Mode) существенно повлияло на поп-культуру 1970-х, открыв по сути новую музыкальную Вселенную. Позже появившиеся поджанры электронной музыки (техно, хаус) снова стали пересекаться с рок-музыкой (Happy Mondays, Prodigy), возникли новые жанры на стыке с танцевальной (eurodance).
- В начале 70-х гг. ямайский звукорежиссёр Кинг Табби создал особую форму микширования, ставшую крупным поджанром регги — даб. Даб основывался на мощной басовой линии и сильном эффекте эха. Даб стал фактически первым в истории примером ремикса. Крупнейшим представителем даба стал Ли «Скрэтч» Перри, также жанр представляли Mad Professor, Augustus Pablo, Кейт Хадсон. Даб оказал исключительное влияние на последующее развитие поп-музыки.
- В середине 1970-х годов возникает особый поджанр популярной)-музыки — диско, развившее на основе фанка, ритм-н-блюза, традиционной поп-музыки особый саунд и ритм. С этим направлением связаны одни из наиболее популярных поп-групп в истории музыки — ABBA и Bee Gees. В конце 70-х/80-е возникли новые формы — hi-energy, итало и евро-диско (Modern talking, Bad boys blue, CC Catch, Sandra, Gazebo).
- На рубеже 1980-х появляется хип-хоп — афроамериканское музыкальное движение, состоящее из рэпа (ритмичного речитатива с чётко обозначенными рифмами), наложенного на фанк-ритм, который задаётся диджеем при помощи таких приёмов, как программирование на драм-машине, семплирование (использование фрагментов чужих композиций, особенно партий баса и синтезаторов), манипуляции с виниловыми пластинками и иногда «битбоксинг» (вокальная имитация ритма драм-машины).
- В начале 1980-х годов от панк-метала откалывается такое музыкальное течение, как кор. Он перенял черты почти всех вышеперечисленных жанров, сочетая их с металлической основой. Родоначальником направления являются группы Fugazi, Converge и другие.